# Бібіска
Бі́біска (інша назва — Би́биска) — річка в Україні, в межах Самбірського району Львівської області. Права притока Вігору (басейн Вісли).

## Опис
Довжина Бібіски 14 км, площа басейну 34 км². У верхній течії частково має характер гірської річки. У нижній течії вона — рівнинна річка. Дно місцями кам'янисте, місцями мулисте. Річище слабозвивисте. Нерідко бувають паводки. Оскільки річка маловодна, в посушливу пору вона може сильно пересихати, інколи майже повністю. 

## Розташування
Бере початок на південно-західній околиці міста Добромиля, біля урочища Саліна. Тече переважно на північ, частково — на північний схід. Впадає у Вігор біля південно-східної околиці смт Нижанкович. 
Протікає через такі населені пункти: Солянуватка, Губичі, Передільниця. 